# Alantoină
Alantoina este un compus organic cu formula chimică C4H6N4O3. Mai este denumită și ca 5-ureidohidantoină sau glioxildiureidă. Este diureida acidului glioxilic, fiind un intermediar metabolic la multe organisme, precum animale, plante și bacterii. Este produsă din acid uric ca parte a catabolismului acizilor nucleici, în prezența enzimei denumite uricază (urat-oxidază).